# Stazione di Zoagli
Stazione di Zoagli vasútállomás Olaszországban, Zoagli településen.

## Vasútvonalak
Az állomást az alábbi vasútvonalak érintik:
- Pisa–La Spezia–Genova-vasútvonal

## Kapcsolódó állomások
A vasútállomáshoz az alábbi állomások vannak a legközelebb:
- Stazione di Rapallo
- Stazione di Chiavari